# Цалпаны
Цалпаны — деревня в Пеновском районе Тверской области.

## География
Находится в западной части Тверской области на расстоянии приблизительно 27 км на юг-юго-восток по прямой от районного центра поселка Пено.

## История
Деревня была показана на карте 1939 года как Челпаны с 12 дворами. До 2020 года входила в Охватское сельское поселение Пеновского района до их упразднения.

## Население
Численность населения: 6 человек (русские 100 %) 2002 году, 1 в 2010.